# Каскады Карфигуэла
Каскады Карфигуэла или Каскады Банфора (фр. Cascades de Karfiguéla) — система водопадов в Буркина-Фасо.
Каскады Карфигуэла находятся на реке Комоэ, которая здесь ниспадает со сложенной из песчаника горной цепи Банфора на равнину. Эти водопады находятся в буркинийской области Каскады (которая обязана им своим названием), приблизительно в 12 километрах западнее города Банфора. Водопады окружены полями с сахарным тростником, манговыми и хлопковыми деревьями. Для защиты уникальной природной среды вокруг водопадов создан заповедник Водопады Карфигуэла (по названию близлежащей деревни).
Каскады являются одним из важнейших и наиболее посещаемых туристических объектов Буркина Фасо.